# Christopher McNaughton
Pour les articles homonymes, voir McNaughton.
Christopher McNaughton, né le 11 octobre 1982 à Leutershausen, en Allemagne, est un joueur allemand de basket-ball, évoluant au poste de pivot. 